# Kleingloms
Kleingloms ist eine Katastralgemeinde und ein Ort in der Marktgemeinde Vitis, Bezirk Waidhofen an der Thaya.  Die Ortschaft hat 37 Einwohner (Stand 1. Jänner 2024).

## Lage
Die Katastralgemeinde Kleingloms liegt im Südosten des Gemeindegebietes von Vitis und grenzt im Norden an die Katastralgemeinden Großrupprechts und Vitis, im Osten an die Katastralgemeinde Kaltenbach und die Gemeinde Echsenbach (Katastralgemeinde Kleinpoppen), im Süden an die Katastralgemeinde Kleinschönau und im Westen an die Gemeinde Hirschbach (Katastralgemeinde Hirschbach).
Im Norden der Katastralgemeinde Kleingloms fließt der Mossbach, zudem verläuft im Norden die Trasse der Franz-Josefs-Bahn. Der Ort Kleingloms selbst liegt im Osten der Katastralgemeinde und ist durch eine Straße erschlossen, die vom Markt Vitis über Kleingloms nach Kleinschönau führt. Über eine weitere Straße ist Kleingloms an Hirschbach angebunden. Nördlich von Kleingloms liegt die Glomsmühle.

## Geschichte
Der Ortsname Kleingloms ist erstmals durch eine Urkunde aus dem Jahr 1233 belegt, in der „Vlricus de Lobentz“ als Urkundenzeuge genannt wurde. Beim Namen Kleingloms handelt es sich um einen slawischen Gewässernamen, der „Bach mit brüchigen Hängen“ bedeutet.
Kleingloms gehörte mit seiner Grund-, Dorf- und Landgerichtsobrigkeit zur Herrschaft Hirschbach. Dabei befand sich der Galgen des Landgerichts nördlich des Dorfes Kleingloms, weshalb die Äcker und Wiesen im Norden des Dorfes als Galgenäcker und Galgenwiesen bezeichnet wurden. Pfarrlich gehörte Kleingloms zunächst zur Pfarre Weißalbern, wurde jedoch 1741 der neugeschaffenen Pfarre Hirschbach zugewiesen. Ursprünglich umfasste der Ort drei Höfe, zwei Lehen und zwei Hofstätten, die Mühle war verpachtet. Bis 1796 erhöhte sich die Zahl der Häuser auf 12, 1951 umfasste der Ort 14 Häuser. Danach wuchs Kleingloms bis 2000 auf 20 Häuser an, wobei jedoch die Einwohnerzahl seit dem 19. Jahrhundert sank. Laut Adressbuch von Österreich waren im Jahr 1938 in Kleingloms ein Gastwirt und mehrere Landwirte ansässig.

## Bauwerke
Beim Ort Kleingloms handelt sich um ein angerartig verbreitertes Doppelreihendorf mit flurseitigen Scheunenzeilen. Das Dorf umfasst vor allem Drei- und Vierseithöfe, wobei die südseitige Gruppe mit den Hausnummern 1 bis 3 über Putzgliederungen aus dem späten 19. Jahrhundert verfügt. Die Ortskapelle wurde zwischen 1850 und 1852 errichtet und der heiligen Familie geweiht. Der nahezu quadratische Bau verfügt über ein Kreuzgratgewölbe mit eingezogenem Fünfseitenschluss, Rundbogenfenster und eine Pilasterfaschengliederung, über der Giebelfassade erhebt sich ein Dachreiter.

## Persönlichkeiten
- Karl Breit (1878–1958), Lehrer und Mundartdichter